# Plan afin
În geometrie un plan afin este un spațiu afin bidimensional.

## Exemple
Exemple tipice de plane afine:
- Planele euclidiene, care sunt plane afine peste numerele reale, echipate cu o metrică, distanța euclidiană. Cu alte cuvinte, un plan afin peste numerele reale este un plan euclidian în care s-a „uitat” metrica (adică nu se vorbește de lungimi și nici de măsuri ale unghiurilor).
- Spații vectoriale de bidimensionale, în care vectorul zero nu este considerat diferit de celelalte elemente.
- Pentru fiecare corp sau Corp (matematică) F, mulțimea F2 a perechilor de elemente ale lui F
- Rezultatul eliminării unei singure drepte (și a tuturor punctelor de pe această dreaptă) din orice plan proiectiv⁠(d).

## Coordonate și izomorfism
Toate planele afine definite pe un corp sunt izomorfe. Mai precis, alegerea unui sistem de coordonate afin (sau, în cazul real, a unui sistem de coordonate carteziene) pentru un plan afin P peste un corp F induce o izomorfismul planelor afine între P și F2.
În situația mai generală în care planele afine nu sunt definite pe un corp, ele nu vor fi în general izomorfe. Două plane afine care decurg din același plan proiectiv nedesarguesian prin eliminarea unor drepte diferite pot să nu fie izomorfe.

## Definiții
Există două moduri de a defini formal planurile afine, care sunt echivalente pentru planurile afine peste un corp. Prima constă în definirea unui plan afin ca o mulțime asupra căreia un spațiu vectorial bidimensional acționează⁠(d) simplu tranzitiv⁠(d). Intuitiv, aceasta înseamnă că un plan afin este un spațiu vectorial bidimensional în care cineva „a uitat” unde este originea. În geometria de incidență⁠(d) un plan afin este definit ca un sistem abstract de puncte și drepte care satisfac un sistem de axiome.

## Aplicații
În aplicațiile matematicii există adesea situații în care în locul planului euclidian este utilizat un plan afin fără metrica euclidiană. De exemplu într-un grafic, care poate fi desenat pe hârtie și în care poziția unei particule este reprezentată în funcție de timp, metrica euclidiană nu este adecvată pentru interpretarea sa, deoarece distanțele dintre punctele sale sau măsurile unghiurilor dintre dreptele sale nu au, în general, nicio importanță fizică (în planul afin axele pot folosi unități diferite, care nu sunt comparabile, iar măsurile pot varia în funcție de unități și scări diferite.).